# Club Atlético Aldosivi 2011-2012
Questa voce raccoglie le informazioni riguardanti il Club Atlético Aldosivi nelle competizioni ufficiali della stagione 2011-2012.

## Rosa
| N. |                      | Ruolo | Calciatore                  |
| -- | -------------------- | ----- | --------------------------- |
|    | Argentina (bandiera) | P     | Adrián Arias                |
|    | Argentina (bandiera) | P     | Pablo Campodónico           |
|    | Argentina (bandiera) | P     | José Luis Martínez Gullotta |
|    | Argentina (bandiera) | D     | Leandro Aguirre             |
|    | Argentina (bandiera) | D     | Darío Cajaravilla           |
|    | Argentina (bandiera) | D     | Iván Furios                 |
|    | Argentina (bandiera) | D     | Jonathan Galván             |
|    | Argentina (bandiera) | D     | Facundo D. Nasif            |
|    | Colombia (bandiera)  | D     | Juan Pablo Presentado       |
|    | Argentina (bandiera) | D     | Nahuel Roselli              |
|    | Argentina (bandiera) | D     | Ricardo Villalba            |
|    | Argentina (bandiera) | D     | Walter Zunino               |
|    | Argentina (bandiera) | C     | Nicolas Bertocchi           |
|    | Argentina (bandiera) | C     | Jonathan Blanco             |

| N. |                      | Ruolo | Calciatore            |
| -- | -------------------- | ----- | --------------------- |
|    | Argentina (bandiera) | C     | Agustín Briones       |
|    | Argentina (bandiera) | C     | Mariano Herrón        |
|    | Argentina (bandiera) | C     | Víctor Malcorra       |
|    | Argentina (bandiera) | C     | Juan Rodríguez Rendón |
|    | Argentina (bandiera) | C     | Enrique Seccafien     |
|    | Argentina (bandiera) | C     | Marcelo Vega          |
|    | Argentina (bandiera) | C     | Guido Viggiano        |
|    | Argentina (bandiera) | A     | Mauricio Carrasco     |
|    | Argentina (bandiera) | A     | Matías Gigli          |
|    | Argentina (bandiera) | A     | Ramón Lentini         |
|    | Argentina (bandiera) | A     | Jorge Piñero da Silva |
|    | Argentina (bandiera) | A     | Gabriel Rodríguez     |
|    | Argentina (bandiera) | A     | Matías Sarraute       |
|    | Argentina (bandiera) | A     | Brian Uribe           |